# ベアテ (小惑星)
ベアテ (1043 Beate)は、小惑星帯に位置する小惑星の1つである。ドイツのハイデルベルク天文台でカール・ラインムートによって発見された。名前の由来は正式には公表されていない。